# Petr Uhlíř
Petr Uhlíř (* 29. ledna 1962, Velké Meziříčí) je český básník, spisovatel, překladatel a fotograf.

## Biografie
Původně se vyučil řemeslu soustružnickému, studoval v Brně na SPŠ strojnické, kde roku 1983 odmaturoval. Po maturitě vystřídal řadu profesí. Pracoval jako dělník v zemědělství, řidič, prodavač, obchodník s realitami. Prošel spektrem technických profesí od práce u stroje, přes obchodníka až po nynější práci konstruktéra - projektanta.
Jde o dlouhodobě v soukromí píšícího autor. Kromě rozsáhlé rukopisné tvorby vydal sbírky básní Krajinář, Z ticha utkaná, životopisnou monografii O. Cyril Šíma O.P. Prezentoval se výstavami cyklů fotopoezie „Modrá je dobrá“, „Triintarzie“, a „Občané sobě“. Na podzim 2012 dokončil překlady a v nakladatelství Sursum inicioval vydání knihy „Cesta lesy“ - překlady norské poezie básníka Hanse Børliho. Kniha byla představena veřejnosti 10.10.2012 v sále Boženy Němcové Památníku národního písemnictví v Praze na Strahově. Knihu veřejnosti představili - velvyslanec norského království pan Jens Eikaas, kardinál Dominik Duka a dcera básníka paní Beathe Børli. V červnu roku 2013, v Norsku, spolu s Joseph Reuben Silverbird, čtením z českých a anglických překladů básní zahájili 22. ročník festivalu Junikveld. Od roku 2012 spolupracuje s Českým Rozhlasem. Petr Uhlíř žije a tvoří na Českomoravské vysočině.

## Tvorba
Osobitým znakem jeho tvorby je kombinace psaného slova s obrazy. Při tomto setkávání poezie s fotografií se projevuje jeho specifický talent vidět smysl, podstatu věcí a jejich krásu v detailech i v celku jako takovém. Spojovat detaily do souvislostí. Jeho umělecké vnímání povyšuje věci zdánlivě obyčejné a všednodenní do nové úrovně. Dává jim hluboký duchovní a filozofický smysl. Ve svých autorských pracích tak pozornému čtenáři naznačuje odpověď na věčnou otázku po podstatě lidského bytí, radosti a krásy.
Kromě vlastní tvorby se věnuje překladům severské poezie autorů Hans Børli, Kjersti Bronken Senderud, Rebecca Kjelland, Stein Mehren, jejichž myšlení a vnímání světa je mu blízké.

## Dílo

### Poezie
- Dukelským hrdinům
- Na pomezí zimy
- Pro Karla Kryla
- Krajinář
- Tobě ženo moje
- Poem
- Utkaná z ticha ISBN 978-80-254-6921-7

### Próza
- O.Cyril Šíma O.P. ISBN 978-80-260-0196-6

### Pro Český rozhlas
- Hans Børli – dřevorubec a básník
- S Luciliem na cestě k supermarketu
- Radosti básníka
- Jak jsem narazil
- Pověst o cestě na hrad Pernštejn
- Básník a konstruktér, oba musí mít fantazii
- Norové vychovávají své děti ...
- Záviděl jsem básníkům
- Dukelským vojákům
- Minuta ticha za trombón ... "
- Jak jsem nekoukal na nová vrata

### Výstavy
- Modrá je dobrá 2010  Archivováno 4. 6. 2016 na Wayback Machine.
- Křižanov sobě 2010  Archivováno 23. 6. 2016 na Wayback Machine.
- Triintarzie 2011
- Strom pozná se po ovoci 2011
- Cesta lesy - Hans Børli, dřevorubec - básník 2013

### Překlady
- Hans Børli - Cesta lesy 2012 (z norštiny) ISBN 978-80-7323-240-5